# Африканский феминизм
Африка́нский фемини́зм — один из видов феминизма, созданный африканскими женщинами, затрагивающий условия и потребности жизни африканских женщин в Африке. Африканский феминизм включает в себя множество различных видов, в том числе вуманизм, материзм, него-феминизм, стиунизм и феминизм, основанный на повадках животных. Некоторые из перечисленных феминистских теории характерны только для определённых групп населения. Африканский феминизм также связывают с такими теориями, как чёрный феминизм или движение за равноправие африканских женщин, а также другими феминистскими движениями в мире, в том числе движениями на национальном уровне, например феминизм в Швеции, Германии, Мексике, Индии и т. д.

## Феминизм на Африканском континенте
Современные проявления феминистской теории во многом обязаны суровым условиям жизни, при которых проживают большинство африканских женщин. В то время как существуют сторонники феминизма, которые оценивают и защищают аспекты африканских культур, другая часть населения критикует жестокие патриархальные устои.

## История
Термин феминизм пришел в Африку из Англии. В древнее время на территории континента существовали женщины, боровшиеся с патриархатом, хотя и не называющие это феминизмом. Многообразие культур и динамика региона сосуществовали и взаимодействовали друг с другом на протяжении веков и тем самым породили сложные и противоречивые гендерные культуры.
В качестве отдельного сообщества африканский феминизм начался в начале XX века. Его возглавляли Аделаида Кейсли-Хейфорд (активистка по правам женщин в Сьерра-Леоне), Шарлотта Максэке (в 1918 году основала «Женскую лигу Банту» в Южной Африке) и Худа Шараави, которая в 1923 году основала «Египетский феминистский союз». Африканский феминизм как движение обусловлен также борьбой за освобождение в Алжире, Мозамбике, Гвинее, Анголе и Кении, где женщины-бойцы сражались вместе со своими коллегами-мужчинами за государственную автономию. Исследователи феминизма выделяют в отдельную группу таких женщин, как повстанки Мау-Мау, Вамбуи Отиено, бойцов свободы Лилиан Нгойи, Альбертина Сисулу, Маргарет Экпо и Фунмилайо Аникулапо-Кути среди многих других, которые боролись против колониализма.
Фунмилайо Рэнсем-Кути была ключевой участницей восстания женщин Абеокуты для борьбы с нигерийским колониальным правительством. Были задокументированные примеры политических женских движений в Египте, Нигерии, Ганы, Кении, Уганды, Алжира, Мозамбика и движения против апартеида в Южной Африке.

## Постколониальный феминизм
В целом сторонники феминизма после обретения независимости в Африке делали акцент на создании правовых и политических реформ. Их действия привели к правовым и политическим реформам в африканских странах, но отсутствие каких-либо усилий по осуществлению и поддержанию этих реформ, не устраивало феминисток. Это привело к разрыву между обязательствами по гендерной политике и их реализацией на практике, в результате чего большинство женщин были маргинализированы и им пришлось подчиниться правительству.

## Положение африканской женщины в семье
Современный африканский феминизм можно встретить в парламенте Египта, где предлагают ввести изменения в семейном законодательстве страны. Предлагаемые поправки упростят процедуру развода для женщин.
На 2017 год египетский мужчина может получить развод практически без проблем, в то время как женщине, подающей на развод, нужно доказать факты плохого обращения со стороны мужа. Кроме того, гендерное неравенство сохраняется и в браке — жена не имеет права уехать за рубеж без согласия супруга. Одновременно жаркие споры разгораются по поводу права женщины подать на развод по причине «психологической несовместимости» с супругом. Правда, в этом случае сохраняется существенная оговорка: женщина должна вернуть выкуп, который будущий муж в свое время уплатил родителям невесты.
Однако, несмотря на одобрение законопроекта высшими религиозными властями Египта, парламентские дебаты сразу получили яркую религиозно-политическую окраску. Противники предлагаемого закона считают реформу семейного законодательства «антиисламской» акцией, разрушающей вековые семейные устои. Наряду с религиозными аспектами закона дебатируется актуальная не только для мусульманского мира сугубо феминистская тематика.
Показательно, что идеи эмансипации женщин популярны в мусульманской Африке в целом. Например, Марокко относится к тем арабским странам, где женщинам разрешено участвовать в выборах и быть избранными, а в Гвинейской Республики, где реформа семейного права была проведена в 1960-е годы в эпоху правления Ахмеда Секу Туре, составной частью системы местного самоуправления стали женские советы. На собрании женсовета любая жена может обличать мужа в самых разных прегрешениях, скажем, в измене или рукоприкладстве. Помимо общественного порицания, ему грозит штраф в пользу родственников жены и/или местной общины, размеры которого определяет все тот же женсовет. Для мужчины же бороться с женсоветом через суд малоперспективно и даже зазорно.
В соседнем Сенегале, несмотря на более высокий уровень социально-экономического развития, в имущественном плане разводящаяся женщина имеет гораздо меньше прав: при разделе имущества ни о каких «штрафных» денежных санкциях по отношению к мужу речи в принципе быть не может, по старинной традиции женщине позволяется забрать только то, что она сама может унести с собой (или на себе — имеются в виду украшения, одежда).

## Необходимость африканского феминизма
Некоторые исследователи считают, что африканский феминизм стал необходим из-за отсутствия в теории западного феминизма опыта чернокожих женщин. Феминистское движение на западе не учитывает конкретные проблемы, с которыми чернокожие женщины сталкиваются из-за цвета кожи и факта принадлежности к женскому полу.
По их мнению, теория африканского феминизма стремится создать новую, либеральную, продуктивную и самостоятельную африканскую женщину в гетерогенных культурах Африки, затрагивая при этом женщин из разных слоев общества.
В то же время в Африке существуют специалисты, которые критикуют любую идею данной теории «африканского феминизма». Существуют различия в региональном, этническом, политическом и религиозном отношении, которые воздействуют на то, как женщины воспринимают такие понятия, как «феминизм» и «свобода». Несмотря на то, что африканские женщины, например, из Египта, Кении, Южной Африки и Сенегала будут иметь некоторые общие черты, у них всё-таки будут наблюдаться различия в мировоззрении и в отношении к борьбе против гендерного неравенства.

## Варианты африканского феминизма
Теория африканского феминизма рассматривает проблемы, с которым сталкиваются женщины всех культур на африканском континенте. Важность, которую многие женщины придают обществу и семье, приводит к желанию объединиться с мужчинами для разработки совместного подхода к решению гендерных вопросов. Таким образом, чтобы искоренить угнетение женщин по признаку пола и гендера, стало необходимо работать совместно с мужчинами.

### Вуманизм
Элис Уокер, афроамериканская писательница и общественная деятельница, полагая, что у белых женщин нет необходимости определять свой феминизм как «белый», так как он всегда исходил из белой культуры, ввела в противопоставление ему термин вуманизм (от англ. woman — женщина). Этим термином она обозначала афроцентричный феминизм как процесс «роста сознания», направленного на расширение возможностей и укрепление прав (empowering) как женщин, так и мужчин, чтобы уничтожить различные иерархии и системы угнетения, которые есть в обществе.
В своей статье «Западноафриканские феминизмы и их проблемы» Наоми Нкеала упоминает вуманизм как термин, который, по её утверждению, не является частью африканского феминизма, поскольку он относится к африканским женщинам, живущим в диаспорах.

### Стиунизм
Стиунизм (stiwanism) — теория, основанная Омолара Огундипе-Лесли, больше фокусируется на структурах, которые угнетают женщин, и как женщины реагируют на эти институционализированные органы. Огундипи-Лесли утверждает, что борьба африканских женщин является результатом колониальной и неоколониальной организации, которая часто ставит африканских мужчин на вершину социальной стратификации.

### Него-феминизм
Африканская феминистка, писатель и ученый Обиома Ннаемека в своей статье «Него-феминизм» (Nego-feminism) даёт следующее определение термину: «Него-феминизм — это обобщение, практика и инструмент корректировки африканского пути». Она пишет, что Него-феминизм — это культура переговоров, а также теория, которая выступает за феминизм «без эгоизма» и модулируется с помощью растущих местных и глобальных потребностей. Предполагается, что сторонники него-феминизма знают, как использовать культуру переговоров, чтобы изменить систему патриархата для пользы женщин.

### Материзм
В своей книге «Материзм: афроцентрическая альтернатива феминизму» Кэтрин Обиануджу Ачолону пишет, что альтернативой африканскому феминизму является материзм (motherism), который состоит из материнских обязанностей и воспитания детей. Кэтрин считает, что материзм — это многомерная теория, которая включает в себя «динамику упорядочения и создания различных структур в сотрудничестве с матерью-природой на всех уровнях человеческой деятельности». По её мнению у материзма нет половых барьеров, потому что в его основе лежит партнёрство, сотрудничество, терпимость, любовь и понимание. Для того, чтобы материзм работал, должна существовать взаимодополняемость мужчин и женщин, которая обеспечивает целостность человеческого существования в сбалансированной экосистеме.
Наоми Нкеала считает, что у материзма основная идея заключается в том, что у женщин в сельских районах существует только одна задача — воспитать новое поколение.

### Феминизм, основанный на повадках животных
Данная теория, предложенная Акачи Адимора-Эзеигбо, основана на повадках улиток (snail-sense feminism). Она предлагает, что нигерийской женщине в «очень трудном патриархальном [нигерийском] обществе» необходимо действовать медленно, словно улитка. Также Эзеигбо предлагает женщинам «изучить стратегии выживания, чтобы преодолевать препятствия, стоящие перед ними, и жить хорошей жизнью».
Перечисленные виды феминизма имеют несколько общих черт. Во-первых, все они критикуют термин «феминизм», как созданный на западе, поскольку он не рассматривает опыт африканской женщины. Во-вторых, поскольку данные теории зависят от местных обычаев, они используют исторический опыт и культурные особенности для того, чтобы создать необходимые инструменты для внушения женщинам своих идей и информирования мужчин об их роли в семье. В-третьих, они подразумевают «сотрудничество женщины и мужчины, их совместный вклад (даже не в равной степени) в улучшение материальных условий жизни женщин».

## Африканский феминизм в массовой культуре
Движение африканского феминизма приняло более широкий масштаб в 1975—1985 годах, когда ООН объявила о программе «знаменательного десятилетия для женщин». После этого феминистическое движение расширилось в африканской политике, законодательстве, образовании, а также в культурной сфере. Руководители движения заявляли приоритетными решение таких задач, как поиск средств к существованию, сокращение бедности, предотвращение насилия, возможность женщин осуществлять свои репродуктивные права, используя поп-культуру, искусство и средства массовой информации.
В 2017 году в городе Дурбан (ЮАР) прошёл конкурс «Миссис Вселенная 2017» (Mrs Universe 2017). Программа, которую задумали организаторы конкурса, включала в себя участие в фестивале «Женщина против насилия», согласно которому 84 участницы из разных стран должны были презентовать свой взгляд на тему «Женщина и бытовое насилие», а также 30 августа 2017 года принять участие в акции, ключевой фразой которой стала «Знай, что я здесь, услышь мой плач» (Know my presence, hear my cry), а также хештег #OneVoice. Таким образом, в Дурбане был проведен глобальный протест против жестокого обращения с детьми и насилия по признаку пола. Организаторы мероприятия Mrs Universe 2017 на своём сайте разместили данные, что конкурс будет и впредь поддерживать глобальное движение «Нет насилию в отношении женщин и детей».
К африканским феминистам относят таких деятельниц и писательниц, как Лейма Гбови, Джойс Банда, Чимаманда Нгози Адичи, которые стоят во главе движений, требующих изменения отношения к чернокожим женщинам. Примерами активных женских групп называли «Союз матерей», «Католические женские клубы Уганды», «Федерация нигерийских женских объединений», «Национальный совет женщин Кении» и «Ассоциация женских клубов в Зимбабве», а также различные феминистские организации, такие как «Африканский феминистский форум» и «Африканский институт по гендерным вопросам».